# Kojetice na Moravě
Kojetice (deutsch Kojetitz, älter auch Kogetitz, Cogetitz) ist eine Gemeinde in Tschechien. Sie liegt acht Kilometer südwestlich von Třebíč und gehört zum Okres Třebíč.

## Geographie
Kojetice befindet sich im Süden der Böhmisch-Mährischen Höhe am Oberlauf des Flüsschens Rokytná. Westlich des Dorfes erhebt sich der Hügel Sádek (Schloßberg, 564 m) mit dem gleichnamigen Schloss und im Nordosten die Mikulovická hora (586 m).
Nachbarorte sind Mastník im Norden, Mikulovice und Výčapy im Osten, Horní Újezd im Südosten, Újezdský Mlýn im Süden, Loukovice im Südwesten, Červený Mlýn, Sádek und Čáslavice im Westen sowie Vísky und Rokytnice nad Rokytnou im Nordwesten.

## Geschichte
Die erste urkundliche Erwähnung des Dorfes erfolgte im Jahre 1349, als der Vladike Jakub von Kojetice die von den Bewohnern an Štěpán von Újezd zu erbringenden Zinsleistungen kaufte. 1373 trat Jimram von Újezd zusammen mit dem Hügel Hradiště einschließlich der Dötfer Loukovice, Horní Rokytánka und Dolní Rokytánka auch vier Hufen und Kojetice an Filip von Jakubov ab. Obwohl Kojetice unterhalb der Burg Sádek lag, gehörte es bis ins 16. Jahrhundert nicht zur Burgherrschaft, deren wirtschaftliches Zentrum der am westlichen Fuße der Burg gelegene Markt Sádek war. Im 15. Jahrhundert war Přech von Kojetice einer der bedeutsamsten mährischen Vladiken. Während der Hussitenkriege wurde Kojetice wie die umliegenden Dörfer im Zuge der Belagerung der Burg Sádek durch Jan Žižka niedergebrannt. Als 1468 die Truppen des Ungarnkönigs Matthias Corvinus das Kloster Třebíč belagerten, floh Herzog Viktorin aus Třebíč auf die Burg Sádek. Die Ungarn zogen darauf gegen Sádek und zerstörten Kojetice und Horní Újezd. Nach dem Erlöschen der Vladiken von Kojetice fiel deren Erbe im 16. Jahrhundert an die Herrschaft Sádek, die zu dieser Zeit das gesamte Jarmeritzer Becken (Jaroměřická kotlina) umfasste. Die Feste Kojetice erlosch ebenfalls. Gepfarrt war das Dorf schon immer nach Horní Újezd.
Nach der Aufhebung der Patrimonialherrschaften bildete Kojetice ab 1850 eine politische Gemeinde im Bezirk Třebíč. Im Jahre 1871 wurde die Bahnstrecke Iglau-Znaim der Österreichischen Nordwestbahn gebaut und südlich des Dorfes die Bahnstation Kojetice na Moravě errichtet.

## Gemeindegliederung
Für die Gemeinde Kojetice sind keine Ortsteile ausgewiesen.

## Sehenswürdigkeiten

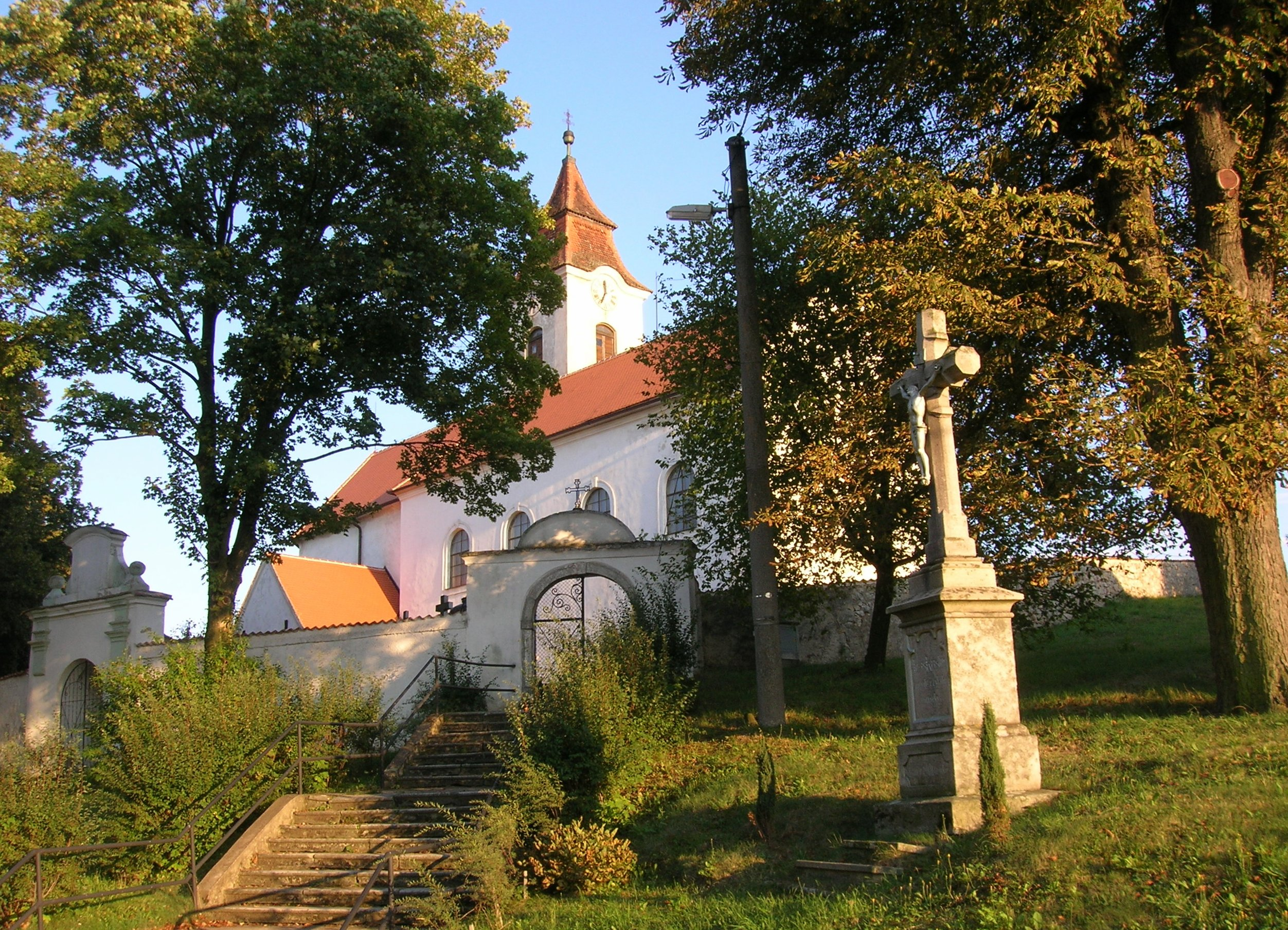
Pfarrkirche

- Schloss Sádek, die ursprüngliche Burg Ungersberg (Ungersberk) ist seit 1312 nachweisbar. 1315 war sie Sitz des Raubritters Jimram von Boskowitz, der mit seiner Bande die Gegend bis nach Třebíč unsicher machte. Im selben Jahre eroberte Johann von Luxemburg Ungersberg und ließ 18 Räuber hinrichten. 1645 wurde Ungersberg von den Schweden in teilweise Brand gesetzt. 1678 kaufte Gottfried von Waldorf die Burg. Nach einem erneuten Brand im Jahre 1694 erfolgte der Wiederaufbau als Renaissanceschloss Sádek.
- Wein- und Kulturzentrum Sádek, unterhalb des Schlosses
- steinerne Brücke über die Rokytná, sie wurde im 17. Jahrhundert an Stelle einer Holzbrücke errichtet. Über die Brücke führte der Haberner Steig, die Hauptverbindung zwischen Prag und Mähren, von Čáslavice über die Rothe Mühle (Červený Mlýn) nach Mastník.
- frühere herrschaftliche Ziegelei, die seit dem Ende des 17. Jahrhunderts nachweisbare Ziegelei produzierte bis 1923. Heute dient sie zusammen mit den Wohnhäusern der Ziegeleiarbeiter als Erholungsobjekt
- Kapelle

## Söhne und Töchter der Gemeinde
- Eliška Misáková (1926–1948), Geräteturnerin und posthume Olympiasiegerin